# Suche Łany
Suche Łany (deutsch: Sucholohna) ist ein Stadtteil von Strzelce Opolskie (Groß Strehlitz) und ein Schulzenamt der Gemeinde Strzelce Opolskie in Polen.

## Geschichte

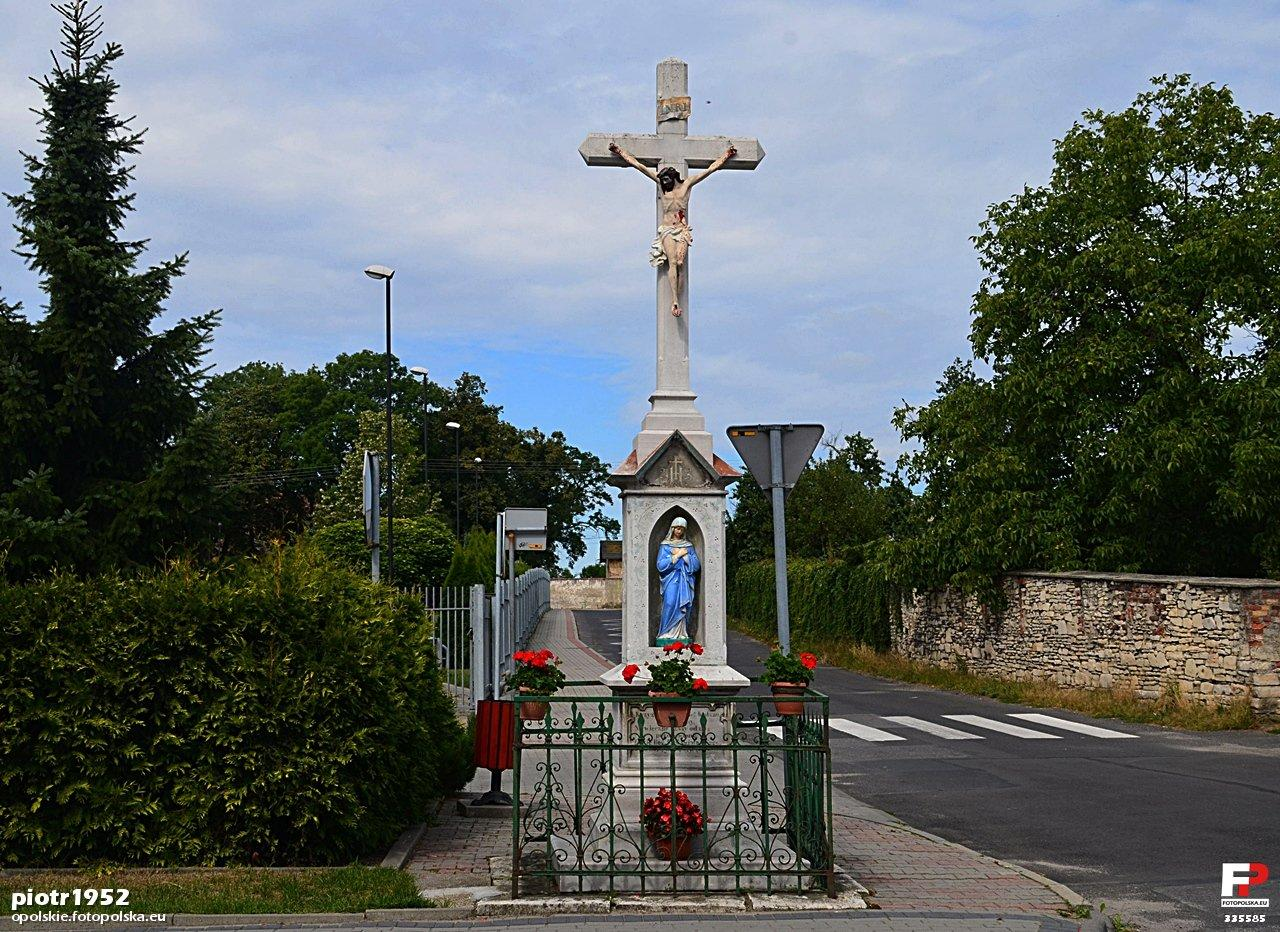
Wegekreuz

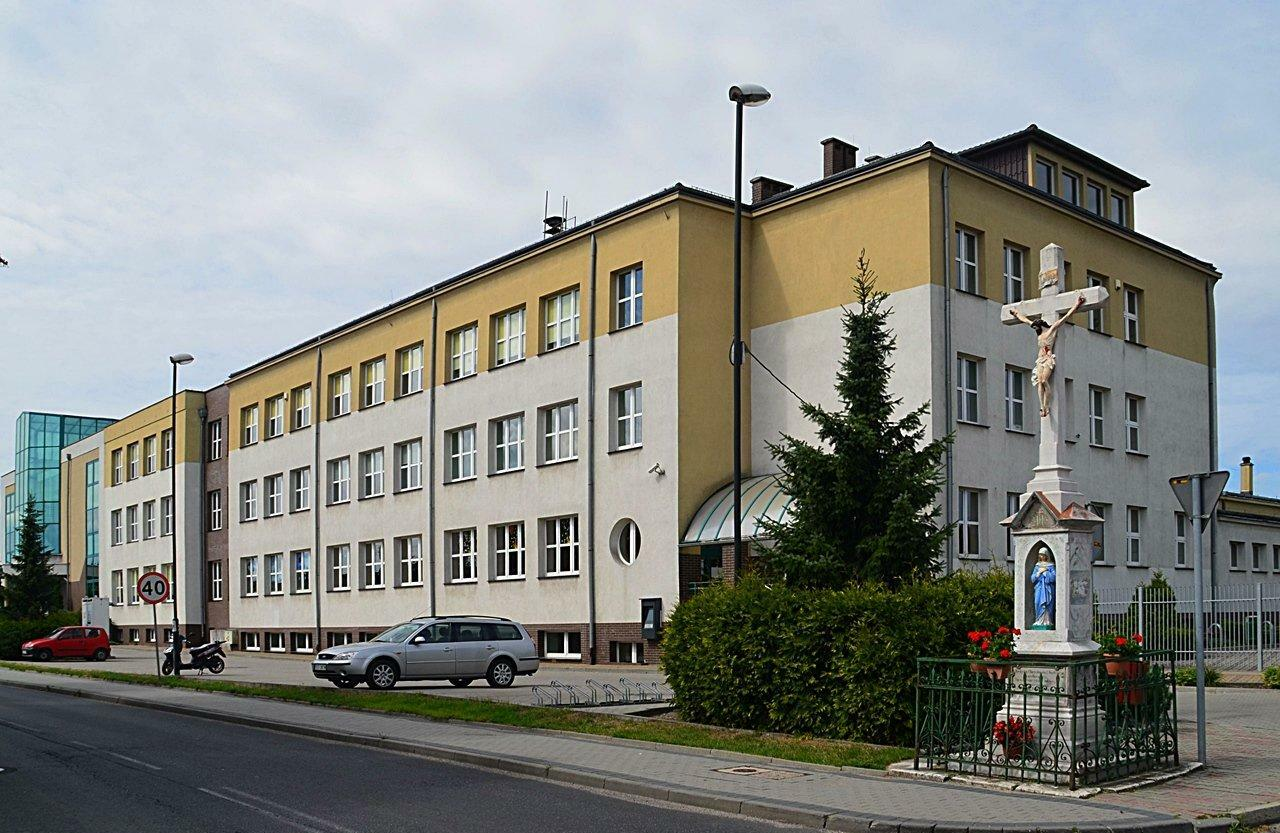
Schule

Der Ort wurde am 21. September 1382 erstmals urkundlich erwähnt.
In den 1783 in Beyträge(n) zur Beschreibung von Schlesien aus dem Jahr 1783 ist die Ortsbezeichnung Lona bzw. Sucho-Lona belegt, gehörte dem Grafen Colonna und lag im Kreis Groß Strehlitz des Fürstentums Oppeln. 1865 hatte Sucholohna 33 Bauern, zwölf Halbbauern, zwölf Gärtner, 24 Häusler und 75 Einlieger sowie eine katholische Schule. Zu den Gewerbetreibenden gehörten ein Kretschmer, ein Böttcher, ein Schlosser, zwei Schmiede, acht Schneider, vier Stellmacher und ein Schuhmacher.
Bei der Volksabstimmung in Oberschlesien am 20. März 1921 stimmten 385 Wahlberechtigte für einen Verbleib Oberschlesiens bei Deutschland und 242 für eine Zugehörigkeit zu Polen, auf Gut Sucholohna stimmten 24 für Deutschland und 39 für Polen. Sucholohna verblieb nach der Teilung Oberschlesiens beim Deutschen Reich. Am 1. Januar 1931 wurde Sucholohna in die Stadt Groß Strehlitz eingemeindet. 1936 wurde der Stadtteil in Trockengrund umbenannt.
Nach dem Übergang Schlesiens an Polen 1945 infolge des Zweiten Weltkriegs wurde der Stadtteil in Suche Łany umbenannt und der Woiwodschaft Schlesien angeschlossen.

## Sehenswürdigkeiten
- Wegekapelle aus dem 19. Jahrhundert
- Wegekreuze
- Gefallenendenkmal